# Keylor Navas
Pour les articles homonymes, voir Navas.
Keilor Antonio Navas Gamboa, dit Keylor Navas, né le 15 décembre 1986 à San Isidro de El General (Costa Rica), est un footballeur international costaricien jouant au poste de gardien de but aux Pumas UNAM. Il possède également la nationalité espagnole depuis 2014.
Il fait ses débuts professionnels en 2005 avec le club costaricain du Deportivo Saprissa où il reste jusqu'en 2010, remportant cinq championnats costaricain et une Ligue des champions de la CONCACAF en 2005. Il rejoint ensuite le club espagnol de deuxième division Albacete Balompié, qui termine relégué au terme de la saison 2010-2011. Il rejoint ensuite le Levante Unión Deportiva, d'abord sous forme de prêt en juillet 2011 puis de manière définitive un an plus tard. Il y remporte notamment le prix de joueur du mois du championnat d'Espagne de janvier 2014 ainsi que le prix LFP de meilleur gardien pour la saison 2013-2014. Ses performances en championnat couplées à une Coupe du monde 2014 très remarquée lui permettent d'obtenir un transfert au Real Madrid en août 2014, où il a été le gardien titulaire depuis le départ d'Iker Casillas en juillet 2015. Il remporte trois Ligues des champions avec le Real. Début septembre 2019, il est transféré au Paris Saint-Germain, alors qu'Alphonse Areola fait le chemin inverse en rejoignant le Real.
Il comptabilise actuellement 114 sélections avec le Costa Rica. Sa première sélection date d'octobre 2008. Il prend par la suite part aux Gold Cup 2009, dont il finit meilleur gardien, et 2013. Il participe également à la Coupe du monde 2014, où ses performances, permettant notamment à sa sélection d'atteindre les quarts de finale, lui valent d'être élu deuxième meilleur gardien de la compétition derrière l'Allemand Manuel Neuer. Il est qualifié avec son équipe nationale pour la Coupe du monde 2018 en Russie.

## Biographie

### Débuts au Deportivo Saprissa (2005-2010)
Né à San Isidro de El General, Keilor Antonio Navas Gamboa, fait ses débuts dans le football dans son pays natal et choisit le poste de gardien de but en voyant évoluer Lester Morgan, gardien de la sélection nationale durant sa jeunesse.
Il fait ses débuts professionnels au Deportivo Saprissa le 6 novembre 2005, à l'occasion d'un match de championnat contre l'Asociación Deportiva Carmelita. À ses débuts, son jeu des deux pieds et ses réflexes sont considérés comme ses points forts, mais sa taille jugée insuffisante l'empêche d'être recruté par des clubs plus importants. Il reste finalement au Deportivo jusqu'en juillet 2010, s'imposant comme titulaire en championnat lors de sa dernière saison.
Il y remporte six championnats costaricains ainsi que la Coupe des champions de la CONCACAF en 2005.

### Découverte de l'Europe en Espagne (2010-2012)
En juillet 2010, Keylor Navas signe en faveur de l'Albacete Balompié évoluant en deuxième division espagnole. Il trouve une place de titulaire indiscutable dès son arrivée dans le club espagnol et prend part à trente-six des quarante-deux matchs de son nouveau club lors de sa première saison, ne pouvant cependant empêcher la relégation du club en terminant à la dernière place du championnat. La saison suivante, il intéresse de nombreux clubs et ne voulant pas évoluer au troisième division, il demande à être prêté.

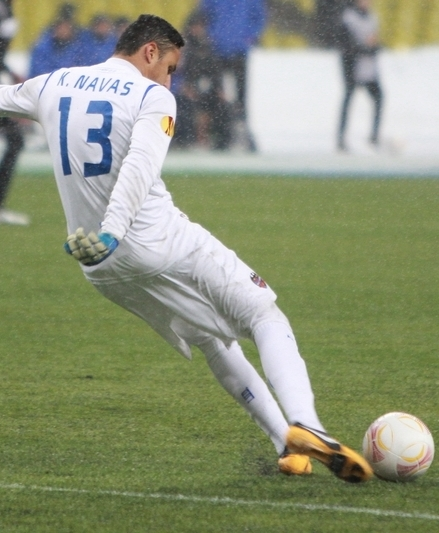
Navas sous les couleurs de Levante en 2013.

Lors de la saison 2011-2012, Navas découvre la Liga en étant prêté avec option d'achat au Levante UD pour un an. Il fait ses débuts au club à l'occasion d'un match de Coupe d'Espagne face au Deportivo La Corogne le 13 décembre 2011. Il joue son premier match de championnat le 13 mai 2012 lors de la dernière journée de la saison remportée trois buts à zéro face à l'Athletic Bilbao. Le club se qualifie pour la première fois de son histoire en Ligue Europa. Son transfert est rendu définitif dans la foulée, Navas s'engageant pour trois années supplémentaires en juillet 2012.
Pour la saison 2012-2013, Navas reste la doublure de Gustavo Munúa en championnat, mais également le gardien privilégié en Coupe d'Espagne et en Ligue Europa. Il prend ainsi part à l'intégralité de la campagne européenne de Levante, qui parvient à se hisser jusqu'en huitièmes de finale avant d'être éliminé par le Rubin Kazan. Le portier costaricain encaisse sept buts en douze matchs.
Il s'impose finalement comme titulaire à partir de la fin de saison 2012-2013 et durant l'intégralité de la saison 2013-2014, remportant le prix LFP de meilleur gardien du championnat, devant Thibaut Courtois et Willy Caballero. Il est également nommé joueur du mois de janvier 2014, devenant le premier gardien de but à remporter ce prix. Son équipe termine la saison à la dixième place du championnat et est cinquième meilleure défense avec 43 buts encaissés.

### Real Madrid, période de succès historiques (2014-2019)

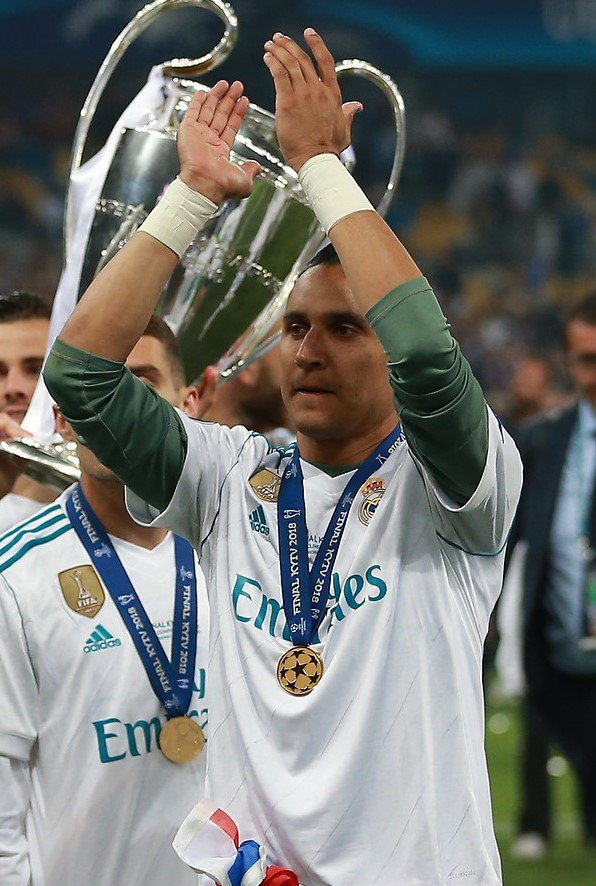
Navas avec le Real Madrid en finale de Ligue des champions en 2018 à Kiev.

Le 3 août 2014, le Real Madrid active la clause libératoire de Navas fixée à 10 millions d'euros, celui-ci s'engageant pour six années. Il devient alors le deuxième gardien du club merengue derrière Iker Casillas et ambitionne de devenir le gardien titulaire du club. Il fait ses débuts pour le club le 23 septembre suivant, pour une victoire cinq buts à un contre Elche. Navas obtient la nationalité espagnole en décembre 2014, libérant ainsi une place d'extracommunautaire au sein de l'effectif madrilène.
Avec le départ d'Iker Casillas lors de l'intersaison 2015, Navas se voit confier le numéro 1 pour la saison 2015-2016. Il passe cependant très proche d'un départ vers Manchester United dans le cadre d'un échange avec David de Gea le 31 août 2015. L'accord est finalement avorté, les documents nécessaires n'ayant pu être envoyés à la FIFA à temps. Navas dispute donc la saison 2015-2016 en tant que titulaire. Il établit un nouveau record pour le club en Ligue des champions, ne concédant aucun but lors de ses huit premières apparitions dans la compétition, dont six lors de la saison 2015-2016. Vainqueur de la compétition sous les ordres du nouvel entraîneur Zinédine Zidane, il ne concède que trois buts lors de ses onze apparitions, gardant ses cages inviolées à neuf reprises.
Il manque le début de saison suivante à la suite d'une blessure au tendon d'Achille, ce qui offre du temps de jeu à Kiko Casilla. À son retour de blessure, Zinédine Zidane le titularise à nouveau. En mai 2017, ils remportent ensemble une nouvelle victoire en finale de Ligue des Champions.
Indéboulonnable de son poste de dernier rempart, Navas réalise encore une saison pleine en 2017-2018, à l'issue de laquelle, il gagne une troisième Ligue des champions de rang.
Après le départ de Zidane, la saison 2018-2019 voit l'arrivée de Julen Lopetegui qui met Navas en concurrence avec le gardien belge Thibaut Courtois.

### Paris Saint-Germain (2019-2024)
Le 2 septembre 2019, à la suite du prêt de Alphonse Areola au Real Madrid, le gardien costaricain fait le chemin inverse et signe en faveur du club parisien. Le concernant, il s'agit d'un transfert sec d'un montant de 15 millions d'euros. Il récupère le N°1 laissé par Gianluigi Buffon.
Lors de son premier match de Ligue des champions sous ses nouvelles couleurs, il affronte le Real Madrid et déclare avoir quitté son ancien club car il a pensé, avec sa famille, qu'il s'agissait de la meilleure option. Après avoir gardé sa cage inviolée à l'aller, il réalise lors du match retour à Bernabéu une prestation de haut rang, avec dix arrêts décisifs, un record pour un gardien parisien en Ligue des champions. Malgré les deux buts encaissés, il permet ainsi au Paris Saint-Germain de ne pas sombrer et d'accrocher le match nul 2-2. Titularisé en coupe d'Europe et en championnat par Thomas Tuchel, il a Sergio Rico comme doublure pour les matchs de coupes nationales. Ses débuts dans la capitale sont unanimement saluées grâce à ses nombreuses interventions décisives.
Lors de la saison 2020-2021, il est considéré comme le meilleur gardien du monde, après ses performances exceptionnelles contre le FC Barcelone et le Bayern Munich en huitièmes et quarts de finale de Ligue des champions.Grâce à ses très bonnes performances en championnat de France, Navas est élu joueur du mois de mars 2021. Le 26 avril 2021, le PSG annonce sa prolongation de son contrat d'une saison, ce qui signifie qu'il est lié au Paris Saint-Germain jusqu'en 2024.

#### Prêt à Nottingham Forest
Durant l'été 2021, le Paris Saint-Germain engage l'italien Gianluigi Donnarumma, également Gardien de but, alors que Navas se montrait pourtant très performant avec le club francilien malgré son âge vieillissant.
La première saison de cohabitation avec Donnarumma est difficile et le gardien costaricien commet des bourdes évitables. A l'été 2022, Navas comprend qu'il n'est pas dans les plans du nouvel entraîneur Christophe Galtier. Le 31 Janvier 2023, Keylor Navas s'engage en prêt avec le club anglais de Nottingham Forest, promu en Premier League, et retrouve du temps de jeu.

### En équipe nationale

#### Débuts internationaux
Navas fait notamment partie de l'équipe costaricienne qui dispute le Championnat du monde des moins de 17 ans 2003 en Finlande.
Il est appelé en équipe nationale pour la première fois en août 2006 dans le cadre d'un tournoi amical en Europe contre l'Autriche et la Suisse. Il fait finalement ses débuts internationaux le 11 octobre 2008 lors d'un déplacement au Suriname à l'occasion d'une victoire quatre buts à un dans le cadre du troisième tour de qualification pour la Coupe du monde 2010. L'équipe atteint finalement le barrage intercontinental face à l'Uruguay, s'inclinant sur le score cumulé de deux buts à un.
Navas apparaît par ailleurs lors de deux Gold Cup : en 2009 où il est notamment élu meilleur gardien alors que le Costa Rica atteint les demi-finales de la compétition, et en 2011 où il atteint cette fois les quarts de finale. Il rate cependant les deux éditions suivantes pour cause de blessure.

#### Révélation lors de la Coupe du monde 2014

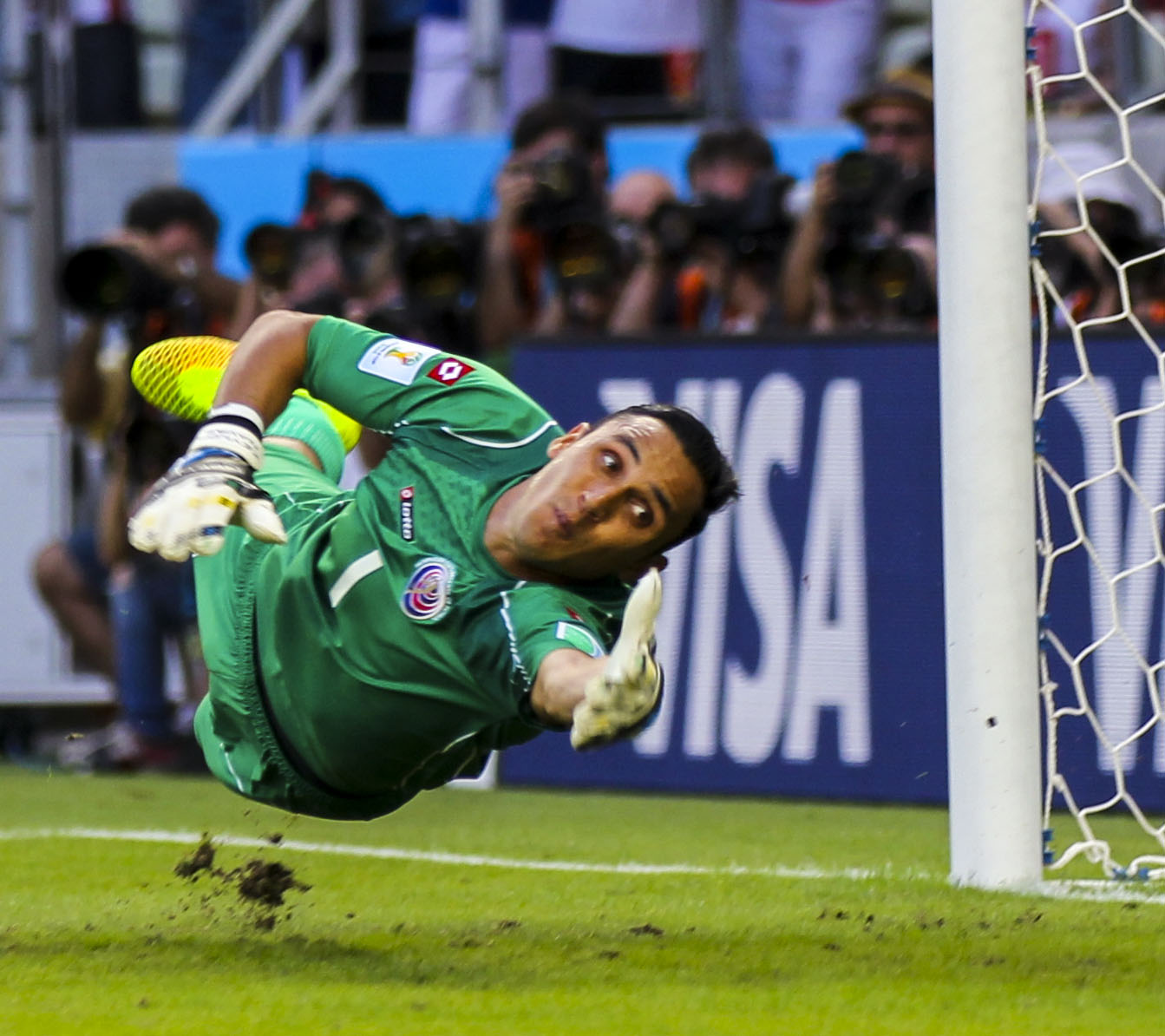
Navas avec le Costa Rica lors de la Coupe du monde 2014.

Navas fait ses débuts en Coupe du monde le 14 juin 2014 à l'occasion de la victoire 3-1 des siens contre l'Uruguay lors de la phase de groupes, durant laquelle il ne concède qu'un seul but durant les trois matchs, aidant le Costa Rica à terminer premier d'un groupe contenant également l'Angleterre et l'Italie.
En huitièmes de finale contre la Grèce, il est nommé homme du match, ayant notamment réalisé plusieurs arrêts décisifs et stoppé un tir de Gekas lors de la séance de tirs au but, permettant la qualification en quarts de finale.
Le Costa Rica est cependant éliminé au tour suivant par les Pays-Bas, après une nouvelle séance de tirs au but, ce qui n'empêche pas Navas d'être élu homme du match une nouvelle fois. Il est également l'un des trois nommés pour le « Gant d'or » de la compétition, terminant deuxième derrière l'Allemand Manuel Neuer.

#### Suite de sa carrière internationale
Invité par le CONMEBOL, Navas et le Costa Rica disputent la Copa América Centenario en 2016 où ils terminent troisièmes de leur groupe derrière les États-Unis et la Colombie.
Lors du mondial en Russie, le Costa Rica échoue à la dernière place du groupe E, derrière le Brésil, la Suisse et la Serbie, avec 1 seul point obtenu contre une équipe helvétique déjà qualifiée.
Le 3 novembre 2022, il est sélectionné par Luis Fernando Suárez pour participer à la Coupe du monde 2022. La sélection obtient un résultat mitigé avec une humiliation 7-0 contre l'Espagne, une victoire 1-0 contre le Japon, et une défaite 2-4 contre l'Allemagne.
Le 23 mai 2024, il annonce publiquement sur Instagram mettre un terme à sa carrière internationale.

## Style de jeu
Pour Santiago Cañizares, ancien gardien du Real Madrid, « C'est un gardien très rapide, doté d'une très grande vitesse de réaction. Il est très agile sur la ligne, excellent sur les frappes à bout portant et dans les un contre un. Et surtout il est extrêmement intuitif et arrive à deviner avec un temps d'avance comment va se finaliser une action. Toutes ses qualités couplées à sa grande expérience et au fait de ne pas commettre d'erreurs dans les très grands matchs font de lui, sans le moindre doute possible, un des meilleurs gardiens au monde. À l'inverse, le jeu aérien n'est pas un de ses points forts mais c'est surtout une question d'envergure, de taille (1,85 m). Il n'a pas non plus une grande maîtrise dans le jeu au pied. Mais avec ses mains il est bien plus sûr et ne commet pas d'erreurs. »

## Mentalité
D'après Santiago Cañizares, toujours « Le très, très haut niveau ne lui fait pas peur, au contraire, il arrive à se sublimer dans les grandes compétitions. C'est un professionnel exemplaire, un très gros bosseur, qui a cette capacité à toujours rester très concentré tout au long du match et cette faculté à s'extirper de la pression. Il a eu une influence énorme dans les trois Ligue des champions remportées par le Real en étant décisif dans les moments et matchs clés. Plus le niveau s'élève, meilleur il est. Ses prestations n'ont pas servi à remporter des championnats mais en Ligue des champions, que ce soit à domicile ou à l'extérieur, dans les matchs importants, dans les moments décisifs il a toujours répondu présent et a maintenu en vie le Real. Il faut mettre en avant sa capacité à s'imposer malgré des circonstances initiales qui lui étaient défavorables. Il est arrivé en Espagne en seconde division à Albacete dans la peau du no 2 et il est parvenu à devenir titulaire très rapidement pour finalement être élu meilleur gardien de deuxième division. Ensuite il est parti à Levante en première division et là encore il ne devait être que remplaçant. Et grâce à sa ténacité à son travail, il est à nouveau devenu titulaire et a fini meilleur gardien de la Liga. Au Real Madrid, il s'est passé exactement la même chose. La première saison, c'était la doublure d'Iker Casillas et au bout d'un an, il lui a pris sa place de no 1. Ça, ça résume parfaitement la personnalité et la manière de travailler de Keylor. Il ne se rend jamais face à l'adversité, travaille sans arrêt et réussit toujours à atteindre les objectifs qu'il se fixe ».

## Statistiques

### Par saison
| Saison                | Club                     | Championnat           | Championnat | Championnat | Coupe nationale | Coupe nationale | Coupe de la Ligue | Coupe de la Ligue | Supercoupe | Supercoupe | Compétition(s) continentale(s) | Compétition(s) continentale(s) | Compétition(s) continentale(s) | Supercoupe UEFA | Supercoupe UEFA | Mondial des clubs | Mondial des clubs | Total | Total |
| Saison                | Club                     | Division              | M.          | B.          | M.              | B.              | M.                | B.                | M.         | B.         | Comp.                          | M.                             | B.                             | M.              | B.              | M.                | B.                | M.    | B.    |
| 2005-2006             | Deportivo Saprissa       | Primera División      | 2           | 0           | -               | -               | -                 | -                 | -          | -          | CI                             | -                              | -                              | -               | -               | 0                 | 0                 | 2     | 0     |
| 2006-2007             | Deportivo Saprissa       | Primera División      | 3           | 0           | -               | -               | -                 | -                 | -          | -          | CI                             | -                              | -                              | -               | -               | -                 | -                 | 3     | 0     |
| 2007-2008             | Deportivo Saprissa       | Primera División      | 12          | 0           | -               | -               | -                 | -                 | -          | -          | CI+CCC                         | 1+6                            | 0+0                            | -               | -               | -                 | -                 | 19    | 0     |
| 2008-2009             | Deportivo Saprissa       | Primera División      | 20          | 0           | -               | -               | -                 | -                 | -          | -          | LCC                            | 5                              | 0                              | -               | -               | -                 | -                 | 25    | 0     |
| 2009-2010             | Deportivo Saprissa       | Primera División      | 27          | 0           | -               | -               | -                 | -                 | -          | -          | LCC                            | 4                              | 0                              | -               | -               | -                 | -                 | 31    | 0     |
| Sous-total            | Sous-total               | Sous-total            | 74          | 0           | -               | -               | -                 | -                 | -          | -          | -                              | 16                             | 0                              | -               | -               | 0                 | 0                 | 90    | 0     |
| 2010-2011             | Albacete Balompié        | Liga Adelante         | 36          | 0           | 0               | 0               | -                 | -                 | -          | -          | -                              | -                              | -                              | -               | -               | -                 | -                 | 36    | 0     |
| 2011-2012             | Levante UD (prêt)        | Liga                  | 1           | 0           | 5               | 0               | -                 | -                 | -          | -          | -                              | -                              | -                              | -               | -               | -                 | -                 | 6     | 0     |
| 2012-2013             | Levante UD (prêt)        | Liga                  | 9           | 0           | 4               | 0               | -                 | -                 | -          | -          | C3                             | 12                             | 0                              | -               | -               | -                 | -                 | 25    | 0     |
| 2013-2014             | Levante UD (prêt)        | Liga                  | 37          | 0           | 2               | 0               | -                 | -                 | -          | -          | -                              | -                              | -                              | -               | -               | -                 | -                 | 39    | 0     |
| Sous-total            | Sous-total               | Sous-total            | 47          | 0           | 11              | 0               | -                 | -                 | -          | -          | -                              | 12                             | 0                              | -               | -               | -                 | -                 | 70    | 0     |
| 2014-2015             | Real Madrid              | Liga                  | 6           | 0           | 3               | 0               | -                 | -                 | 0          | 0          | C1                             | 2                              | 0                              | 0               | 0               | 0                 | 0                 | 11    | 0     |
| 2015-2016             | Real Madrid              | Liga                  | 34          | 0           | 0               | 0               | -                 | -                 | -          | -          | C1                             | 11                             | 0                              | -               | -               | -                 | -                 | 45    | 0     |
| 2016-2017             | Real Madrid              | Liga                  | 27          | 0           | 0               | 0               | -                 | -                 | -          | -          | C1                             | 12                             | 0                              | 0               | 0               | 2                 | 0                 | 41    | 0     |
| 2017-2018             | Real Madrid              | Liga                  | 27          | 0           | 1               | 0               | -                 | -                 | 2          | 0          | C1                             | 11                             | 0                              | 1               | 0               | 2                 | 0                 | 44    | 0     |
| 2018-2019             | Real Madrid              | Liga                  | 10          | 0           | 7               | 0               | -                 | -                 | 0          | 0          | C1                             | 3                              | 0                              | 1               | 0               | 0                 | 0                 | 21    | 0     |
| Sous-total            | Sous-total               | Sous-total            | 104         | 0           | 11              | 0               | -                 | -                 | 2          | 0          | -                              | 39                             | 0                              | 2               | 0               | 4                 | 0                 | 162   | 0     |
| 2019-2020             | Paris Saint-Germain      | Ligue 1               | 21          | 0           | 3               | 0               | 2                 | 0                 | 0          | 0          | C1                             | 9                              | 0                              | -               | -               | -                 | -                 | 35    | 0     |
| 2020-2021             | Paris Saint-Germain      | Ligue 1               | 29          | 0           | 3               | 0               | -                 | -                 | 1          | 0          | C1                             | 12                             | 0                              | -               | -               | -                 | -                 | 45    | 0     |
| 2021-2022             | Paris Saint-Germain      | Ligue 1               | 21          | 0           | 1               | 0               | -                 | -                 | 1          | 0          | C1                             | 3                              | 0                              | -               | -               | -                 | -                 | 26    | 0     |
| 2022-2023             | Paris Saint-Germain      | Ligue 1               | 0           | 0           | 2               | 0               | -                 | -                 | 0          | 0          | C1                             | 0                              | 0                              | -               | -               | -                 | -                 | 2     | 0     |
| 2023-2024             | Paris Saint-Germain      | Ligue 1               | 4           | 0           | 2               | 0               | -                 | -                 | 0          | 0          | C1                             | 0                              | 0                              | -               | -               | -                 | -                 | 6     | 0     |
| Sous-total            | Sous-total               | Sous-total            | 75          | 0           | 11              | 0               | 2                 | 0                 | 2          | 0          | -                              | 24                             | 0                              | -               | -               | -                 | -                 | 114   | 0     |
| 2022-2023             | Nottingham Forest (prêt) | Premier League        | 17          | 0           | -               | -               | -                 | -                 | -          | -          | -                              | -                              | -                              | -               | -               | -                 | -                 | 17    | 0     |
| Total sur la carrière | Total sur la carrière    | Total sur la carrière | 353         | 0           | 33              | 0               | 2                 | 0                 | 4          | 0          | -                              | 91                             | 0                              | 2               | 0               | 4                 | 0                 | 489   | 0     |

### En équipe nationale
| Saison                | Sélection             | Phases finales                                         | Phases finales | Phases finales | Éliminatoires CDM | Éliminatoires CDM | Ligue Nations CONCACAF | Ligue Nations CONCACAF | Matchs amicaux | Matchs amicaux | Total | Total |
| Saison                | Sélection             | Compétition                                            | M              | B              | M                 | B                 | M                      | B                      | M              | B              | M     | B     |
| --------------------- | --------------------- | ------------------------------------------------------ | -------------- | -------------- | ----------------- | ----------------- | ---------------------- | ---------------------- | -------------- | -------------- | ----- | ----- |
| 2008-2009             | Costa Rica            | Gold Cup 2009                                          | 3              | 0              | 5                 | 0                 | -                      | -                      | 2              | 0              | 10    | 0     |
| 2009-2010             | Costa Rica            | -                                                      | -              | -              | 6                 | 0                 | -                      | -                      | 4              | 0              | 10    | 0     |
| 2010-2011             | Costa Rica            | Gold Cup 2011                                          | 4              | 0              | -                 | -                 | -                      | -                      | 3              | 0              | 7     | 0     |
| 2011-2012             | Costa Rica            | -                                                      | -              | -              | 2                 | 0                 | -                      | -                      | 8              | 0              | 10    | 0     |
| 2012-2013             | Costa Rica            | Gold Cup 2013                                          | -              | -              | 9                 | 0                 | -                      | -                      | 1              | 0              | 10    | 0     |
| 2013-2014             | Costa Rica            | Coupe du monde 2014                                    | 5              | 0              | 3                 | 0                 | -                      | -                      | 3              | 0              | 11    | 0     |
| 2014-2015             | Costa Rica            | Gold Cup 2015                                          | -              | -              | -                 | -                 | -                      | -                      | 4              | 0              | 4     | 0     |
| 2015-2016             | Costa Rica            | Copa América Centenario                                | -              | -              | 2                 | 0                 | -                      | -                      | 2              | 0              | 4     | 0     |
| 2016-2017             | Costa Rica            | Gold Cup 2017                                          | -              | -              | 6                 | 0                 | -                      | -                      | 1              | 0              | 7     | 0     |
| 2017-2018             | Costa Rica            | Coupe du monde 2018                                    | 3              | 0              | 3                 | 0                 | -                      | -                      | 5              | 0              | 11    | 0     |
| 2018-2019             | Costa Rica            | Gold Cup 2019                                          | -              | -              | -                 | -                 | -                      | -                      | 4              | 0              | 4     | 0     |
| 2019-2020             | Costa Rica            | -                                                      | -              | -              | -                 | -                 | 2                      | 0                      | 1              | 0              | 3     | 0     |
| 2020-2021             | Costa Rica            | CONCACAF Nations League Finals 2019-2020+Gold Cup 2021 | -              | -              | -                 | -                 | -                      | -                      | 2              | 0              | 2     | 0     |
| 2021-2022             | Costa Rica            | -                                                      | -              | -              | 14                | 0                 | -                      | -                      | -              | -              | 14    | 0     |
| 2022-2023             | Costa Rica            | Coupe du monde 2022 + Gold Cup 2023                    | 3+.            | 0+.            | -                 | -                 | -                      | -                      | -              | -              | 3     | 0     |
| Total sur la carrière | Total sur la carrière | Total sur la carrière                                  | 18             | 0              | 50                | 0                 | 2                      | 0                      | 40             | 0              | 110   | 0     |

## Palmarès

### En club
| Deportivo Saprissa (7) | Real Madrid (10) | Paris Saint-Germain (9) |
| --- | --- | --- |
| - Ligue des Champions de la CONCACAF : - Vainqueur en 2005 - Champion du Costa Rica : - Champion en 2006 et 2007 - Tournoi d'ouverture du championnat du Costa Rica : - Vainqueur en 2007 et 2008 - Tournoi de clôture du championnat du Costa Rica : - Vainqueur en 2008 et 2010 | - Ligue des champions : - Vainqueur en 2016, 2017 et 2018 - Supercoupe de l'UEFA : - Vainqueur en 2017 - Finaliste en 2018 - Coupe du Monde des Clubs : - Vainqueur en 2014, 2016, 2017 et 2018 - Championnat d'Espagne : - Champion en 2017 - Vice-champion en 2015 et 2016 - Supercoupe d'Espagne : - Vainqueur en 2017 | - Ligue des champions : - Finaliste en 2020 - Championnat de France : - Champion en 2020, 2022 et 2024 - Vice-Champion en 2021 - Coupe de France : - Vainqueur en 2020 et 2021 - Coupe de la Ligue : - Vainqueur en 2020 - Trophée des champions : - Vainqueur en 2020, 2022 et 2023 - Finaliste en 2021 |

### Distinctions individuelles
- Élu joueur du mois de Liga en mars 2014
- Élu meilleur gardien de l'année de Liga en 2014[31]
- Élu homme du match lors de la Coupe du Monde 2014 contre l'Angleterre (Groupe D), la Grèce (1/8 de finale) et les Pays-Bas (1/4 de finale)
- Élu meilleur joueur Ibérique évoluant en Liga en 2016[32]
- Élu meilleur gardien de la Ligue des Champions en 2018[33]
- Élu meilleur gardien de l'année UEFA en 2018
- Élu joueur du mois de Ligue 1 en mars 2021
- Élu meilleur gardien de Ligue 1 lors des Trophées UNFP du football 2021[34]
- Élu dans l'équipe type de Ligue 1 lors des Trophées UNFP du football 2021
- 8e au classement du Trophée Yachine 2021

## Vie privée et personnalité
Keylor Navas est chrétien. Il épouse Andrea Salas lors d'un mariage civil le 25 décembre 2009, puis lors d'un mariage religieux le 20 juin 2015. Ils ont eu 3 enfants ensemble. Une fille, Daniela Navas Salas née en 2012, un garçon, Mateo Navas Salas né le 28 février 2014 et un autre garçon, Thiago Navas Salas né le 28 janvier 2019.
Santiago Cañizares décrit un joueur très humble, volontaire, respectueux, non conflictuel, posé et profondément attaché à sa famille : « Il vient du Costa Rica et se considère comme un privilégié d'avoir pu percer dans le football. C'est pour ça qu'il a réussi à s'adapter à des équipes avec des environnements et des objectifs extrêmement différents. Ses entraîneurs et ses coéquipiers ont toujours été enchantés avec lui. [...] Malgré le fait qu'il ait déjà remporté trois Ligue des champions, il dégage toujours la sensation qu'il vient juste d'arriver et qu'il veut prouver son niveau. Chaque jour, c'est comme s'il repartait de zéro. Pour bien le connaître c'est une personne très croyante, très humaine, très digne et très respectueuse. Personne ne peut se fâcher avec lui. Il est très famille et très casanier. Il a très peu de vie sociale. Vous ne le verrez jamais dans une discothèque ».